# エド・ビショップ
エド・ビショップ（Ed Bishop, Edward Bishop）は、アメリカ合衆国を主な活動範囲とした俳優。本名はジョージ・ヴィクター・ビショップ (George Victor Bishop)。1932年6月11日にアメリカ合衆国ニューヨークのブルックリン・ベイリッジ地区で生まれ、2005年6月8日朝にイギリス・ロンドンのキングストンアポンテムズで亡くなった。テレビ番組、映画、舞台、ラジオなど広い範囲で活躍した。身長は5フィート11インチ（約180センチ）。

## 代表作
ビショップの仕事としてもっとも知られているのは、ジェリー＆シルヴィア・アンダーソン夫妻制作のテレビ番組『謎の円盤UFO』のストレイカー最高司令官役である。この作品は1969年から製作され、1970年から1971年にかけて放送された。また、この作品はイギリスだけではなく、各国語版の吹き替えが作られ、フランス・ドイツ・イタリア・日本などでも放送された。
ビショップは、他のアンダーソン夫妻の作品にも参加している。スーパーマリオネーションの人形劇シリーズである『キャプテン・スカーレット』では、キャプテン・ブルーの声優をつとめた。これらの作品はカルト的とも言える人気を博している。
『謎の円盤UFO』のストレイカー最高司令官はプラチナブロンドだが、実際の彼の髪の色はダークブラウンであった。当初彼は髪を染めていたが、のちにかつらを使うことになった。彼は、このかつらと、同じく撮影に使った時計を、孫に記念品として渡すべく保管していたという。

## 経歴
ビショップは、1952年から1954年にかけて、アメリカ合衆国陸軍に勤務していた。その間、ニューファンドランドのセントジョンズで陸軍放送ラジオのディスクジョッキーをつとめた。
ビショップは、ボストン大学の演劇科を卒業している。その後、フルブライト奨学金を得て、2年間ロンドン音楽芸術院に留学した。1959年に卒業し、すぐにイギリスの演劇映像業界にはいることに成功した。この際、芸名として「エドワード・ビショップ」とした。彼の最初のブロードウェイでの仕事は、1962年にデヴィッド・メリクが手がけた『リハーサル』だった。1964年には、イギリスに戻っている。
ビショップの映画デビューは、スタンリー・キューブリックの『ロリータ（1962年）』における端役、救急車の運転手だった。同年には、戦う翼にも将校役で出演。1963年には『The Mouse on the Moon』でアメリカ人宇宙飛行士として月に向かっている。続いて、ジェームズ・ボンド映画の『007は二度死ぬ』（1967年）と『007 ダイヤモンドは永遠に』（1971年）で脇役を得た。また、『2001年宇宙の旅（2001: A Space Odyssey）』（1968年）にも、宇宙ステーションから月に向かう連絡宇宙船「アリエス1B」の船長として出演している（この役は、最初のヴァージョンでは台詞があったが、のちのヴァージョンではカットされてしまった）。
彼の出演作品として有名なものには『Twilight's Last Gleaming』（1977年）、『スペース・サタン（Saturn 3）』（1980年）、テレビドラマ『Whoops Apocalypse』（1982年）とその映画版（1986年）がある。
また声優としても活躍し、アニメーション版の『スタートレック』、ビッグフィニッシュプロダクション（Big Finish Productions）が製作したオーディオドラマ『Full Fathom Five (Doctor Who audio)』、ラジオではレイモンド・チャンドラー作品で私立探偵のフィリップ・マーロウ役6本、などをつとめている。

## 個人活動
ビショップは、イギリスやヨーロッパの映画・テレビ・ラジオなどで俳優として活躍するかたわら、なにかというとSF大会に出没することでも有名だった。また、政治的活動にも積極的で、たとえば2004年3月にはイラク戦争に反対するイギリスの抗議運動にも参加した。社会風刺演劇（political theatre）での軍需産業への批判は注目に値する。また1993年には、オルダショットで行われた兵器見本市にチリの独裁者であるアウグスト・ピノチェトに扮して押しかけて抗議行動を行った。この際に出会ってビショップの3度目の妻となったジェーン・スキナーは、のちのビショップの葬儀の際に「献花するより兵器見本市への反対キャンペーンに寄付して」と述べたとされる。

## 私生活
ビショップは、生涯に3回結婚している。最初の配偶者はジェーン・スウェーツで、1955年に結婚したが、のちに離婚。次の相手がヒラリー・プレーンで、1962年に結婚し1男3女をもうけたが、1996年に離婚している。最後の妻がジェーン・スキナーで、2001年に結婚し、彼女が未亡人となった。
ビショップは、『謎の円盤UFO』ではフォスター大佐を演じた俳優マイケル・ビリントンの死去からわずか5日目に亡くなった。死因は、白血病治療の副作用による免疫不全を原因とする胸部感染症とされている。墓はイギリス中部、ウォリックシャー州ネプトンのセントローレンス・ペリッシュ教会にある。1988年に自動車事故で亡くなった息子のダニエルの墓の2メートル横に、灰色の砂岩で平和の印を刻んだ同様のデザインの墓石が建てられている。
墓碑銘は以下のとおり。(Red River Valleyの歌詞をもじっている。)
From This Valley They Say You Are Going. We Shall Miss Your Bright Eyes And Your Smile.
死後、2006年5月に、彼の人生と仕事に対して、British Academy Television Awardsが贈られている。